# Asela
Asela is een stad in Ethiopische regio Oromiya.
In 2005 telde Asela 84.645 inwoners.

## Geboren
- Haile Gebrselassie (1973), atleet
- Sisay Bezabeh (1977), atleet
- Mohammed Aman (1994), atleet